# Lärmliga Schweiz
Die Lärmliga Schweiz (ehemals: Schweizerische Liga gegen den Lärm, SLL) ist ein Schweizer Verein, der sich seit seiner Gründung am 22. August 1956 für eine ruhigere Umwelt starkmacht. 

Die Arbeit der Persönlichkeiten in der Zeit nach der Gründung der Liga, darunter Otto Schenker-Sprüngli, Karl Oftinger, Hans Huber, Willi Furrer, Otto Spühler sowie die Politiker Bundesrat Markus Feldmann, Ständerat Rudolf Stüssi und Nationalrat Philipp Schmid-Ruedin waren Auslöser für die staatliche Lärmbekämpfung in der Schweiz. Auf die Aktivitäten der Lärmliga zurückzuführen ist die Gründung einer Abteilung Akustik/Lärmbekämpfung an der Empa in Dübendorf, mit der Aufgabe, sich der Forschung und Beratung in Fragen der Lärmbekämpfung zu widmen. Als wichtigstes Resultat der Aktivitäten der Lärmliga kann die Eidgenössische Lärmschutzverordnung LSV bezeichnet werden, die in der Schweiz auf der Basis des Umweltschutzgesetzes USG die rechtliche Grundlage der Lärmbekämpfung bildet. 
Bei dem 50-jährigen Jubiläum 2006 blickte der Verein auf viele Fortschritte in der Lärmbekämpfung zurück. Die Lärmliga setzt sich auf allen Ebenen, auch der politischen, weiterhin für die Lärmbekämpfung ein. Sie vermittelt News, Infos sowie Fachwissen und gibt Lärmopfern Rat und Unterstützung.
Präsidentin ist seit April 2021 SP-Nationalrätin Gabriela Suter.